# Henryk Loska (działacz sportowy)
Henryk Loska (ur. 23 marca 1932 w Tychach, zm. 4 czerwca 2016) – polski działacz sportowy związany m.in. z Górnikiem Zabrze oraz reprezentacją Polski w piłce nożnej, z wykształcenia inżynier górnictwa.

## Życiorys
Był absolwentem Wydziału Górnictwa i Geologii Politechniki Śląskiej w Gliwicach. Pracował w Kopalni Węgla Kamiennego „Ziemowit” w Lędzinach, gdzie pełnił funkcje kierownika robót górniczych. W kolejnych latach przeszedł do pracy w administracji: najpierw w Katowicach i od 1972 w Państwowej Radzie Górnictwa w Warszawie.
W młodości był piłkarzem Polonii Tychy. W czasie pracy zawodowej w Lędzinach był kierownikiem drużyny piłkarskiej Górnika Lędziny, następnie był działaczem Górnika Zabrze. W latach 70. XX wieku był kierownikiem sekcji piłkarskiej klubu. Podczas jego pracy Górnik święcił największe tryumfy w historii, awansując w 1970 do finału Pucharu Zdobywców Pucharów (przegrana 1:2 z Manchesterem City).
W pierwszej połowie lat 70. został działaczem PZPN. Był członkiem kierownictwa polskiej reprezentacji na mistrzostwach świata w 1974 (jako attaché reprezentacji), 1978 i 1986. Od 13 marca 1975 do 10 lipca 1979 pełnił funkcję wiceprezesa PZPN ds. szkoleniowych.
Na początku lat 90. był jednym z inicjatorów i następnie prezesem Fundacji Piłkarskiej Reprezentacji Olimpijskiej wspierającej przygotowania polskiej reprezentacji olimpijskiej do igrzysk olimpijskich w Barcelonie w 1992 roku. W ostatnich latach życia szefował Klubowi Seniora PZPN.
W 1995 otrzymał tytuł honorowego członka PZPN.
Został pochowany na cmentarzu rzymskokatolickim przy kościele św. Marii Magdaleny w Tychach.

## Życie prywatne
Henryk Loska był mężem prezenterki telewizyjnej Krystyny Loski oraz ojcem Grażyny Torbickiej – prezenterki i dziennikarki telewizyjnej.